# Hypoleria cidonia
Hypoleria cidonia är en fjärilsart som beskrevs av William Chapman Hewitson 1857. Hypoleria cidonia ingår i släktet Hypoleria och familjen praktfjärilar. Inga underarter finns listade i Catalogue of Life.